# Институт марксизма-ленинизма (Прага)
Институ́т маркси́зма-ленини́зма ЦК КПЧ (чеш. Ústav marxismu-leninismu Ústředního výboru Komunistické strany Československa) — центральное партийное научно-исследовательское учреждение при Центральном комитете Коммунистической партии Чехословакии, существовавшее в 1970—1989 годах.

## Основные направления деятельности
Задачей института являлись:
- изучение истории КПЧ, рабочего движения и строительства социализма в Чехословакии;
- издание трудов К. Маркса, Ф. Энгельса, В. И. Ленина;
- разработка теории марксизма-ленинизма.

Аналогичный НИИ функционировал также в Братиславе при Центральном комитете Словацкой коммунистической партии. Оба учреждения имели полномочия присваивать учёные степени и были расформированы в 1989 году.